# イブン・アル＝ムカッファ
イブン・アル＝ムカッファ（アラビア語: ابن المقفع, ラテン文字転写: Ibn al-Muqaffaʿ、721年頃生 - 757年頃没）は、ペルシア出身の著作家（#生涯）。イミニターブル（模倣しがたい）と呼ばれた名文家としても知られる。中世ペルシア語の諸文献をアラビア語に翻訳した（#翻訳）。アラビア語文学においてアダブ文学のジャンルを確立した著述家のひとり（#創作）。

## 情報源
イブン・アル＝ムカッファ（あるいはイブヌ＝ル＝ムカッファイ、イブン・ムカッファーなど）の伝記的情報は、ジャフシヤーリーの Kitāb al-wuzarā wa'l-kuttāb やイブン・ナディームの Kitāb al-fihrist が主な情報源である。伝記的情報の先行研究としては、D. Sourdel, “La biographie d’Ibn al-Muqaffaʿ d’après les sources anciennes,” Arabica 1, 1954, pp. 307-323. が知られている。

## 生涯
「イブン・アル＝ムカッファ」は通称である。より詳しい名前は、アブームハンマド・アブドゥッラー・イブン・ダードゥーヤ（ابو محمد عبدالله روزبه این دادویه）という。
ウマイヤ朝時代のグール（フィールーザーバードの古名）の貴族の家庭に生まれる:注の8。イスラームへの改宗は比較的遅く、「アブドゥッラー」というムスリム名を名乗る前の「ルーズビヒ（あるいはローズベヘ）」というイラン系の名前も知られている。改宗前はマニ教徒であった。ゾロアスター教徒であったと書く文献もある。
父の名前は「ダードゥーヤ（あるいはダードーエ）」といい、改宗後のムスリム名は「ムバーラク」である。父ダードゥーヤはウマイヤ朝のイラク太守ハッジャージュ・イブン・ユースフに仕える書記・税吏であった。「ムカッファ」には「不具の手の者」という意味のアラビア語であり、横領の罰としてハッジャージュの命令による拷問で、バスラにおいて手をつぶされた父のことを指す。
イブン・ムカッファは少年時代にバスラに移って諸学を修めた。父は2名の著名な指導者に依頼して息子にアラビア語をしっかりと教え込ませた。その結果、イブン・ムカッファはすぐにバスラの文学界で活躍するようになった。遅くとも743年までの間にファールス地方のシャープールでカーティブ（書記）として働きはじめた。しかし同地の太守であり上司のマスィーフ・イブン・ハワーリー Masīḥ b. Ḥawārī とその後任の太守スフヤーン・イブン・ムアーウィヤ・ムハッラビー Sofyān b. Moʿāwīa Mohallabī の権力闘争に巻き込まれた。その後はケルマーン地方におけるウマイヤ朝最後のケルマーン太守の下でカーティブとして働いた。イラク太守のヤズィード・イブン・ウマルとその弟ダーウードに仕えたこともあった。
ウマイヤ朝の没落後は、アッバース朝の最初の2人のカリフ、サッファーフとマンスールの父方おじであるイーサー・イブン・アリーに仕えた。また、イーサーの勧めにより、イスラームに改宗した。イーサーはバスラを治めており、イブン・ムカッファはこの頃以後は基本的にバスラで生涯を過ごした。後任のバスラ太守はイーサーの弟スライマーンもいる。イーサー、スライマーン、さらにアブドゥッラーといったカリフの父方おじたちは「バヌー・アリー」（アリーの息子たちの意）と呼ばれ、イブン・ムカッファは彼らバヌー・アリーとのかかわりを深めた。
イブン・ムカッファが殺された時期は明確にはわかっていないが、サッファーフがウマイヤ朝を完全に打倒した750年1月から7年が経過した757年4月ごろより前の時点である。「ザンダカ主義者」のレッテルを貼られて迫害を受けた結果である可能性もあるが、バヌー・アリーとのつながりがマンスールに危険視されたことと、個人的に恨みを買っていたことが原因と推測されている。
バヌー・アリーのひとりアブドゥッラーはマンスールに対して反乱を起こした。鎮圧後、いちどは大目にみてマンスールであったが、政権基盤が固まると粛清をすすめた。スライマーンがアブドゥッラーの寛恕を願う書簡 amān をマンスールに送ったが、文面に怒ったカリフは彼らのブレーンと思われるイブン・ムカッファに対する個人的な制裁を、スフヤーン・イブン・ムアーウィヤ・ムハッラビーに許した。イブン・ムカッファは拷問を受けて殺されたようである。

## 著作

### 翻訳
ペルシアのサーサーン朝の年代記『フダーイ・ナーメ』 (Khwaday-Namag) と、サーサーン朝朝の制度を扱った『アーイーン・ナーメ』をペルシア語からアラビア語へ翻訳した。また、インドの寓話『パンチャタントラ』をアラビア語に翻訳した『カリーラとディムナ』が有名となり、詩が中心であったアラビア語文学に散文を広めるきっかけとして影響を与えた。

### 創作
『アル＝アダブ』 (Al-Adab al-Kabīr) という論考で広く知られる。「カビール（大）」と「サギール（小）」の二つからなり、慣習からなる礼儀作法や道徳について書かれている。アラビア語の「アダブ」を、作法、教養、倫理、文学とつなげて論じ、後世の散文に影響を与えた。影響を受けたとされる人物には、ジャーヒズ、イブン・クタイバ、ビールーニーなどがあげられる。